# What a Time
«What a Time» es una canción de la cantante estadounidense Julia Michaels con el cantante irlandés Niall Horan de su cuarto EP, Inner Monologue Part 1 (2019). La canción fue escrita por Michaels, Justin Tranter, Casey Barth y Riley Knapp, bajo la producción de Ian Kirkpatrick y RKCB. Fue enviado a la radio australiana el 29 de marzo de 2019 como el segundo sencillo del EP. Fue nominada en los Teen Choice Awards 2019 por Colaboración del año.

## Composición
«What a Time» ha sido descrita como una canción pop lenta. Líricamente, "ha sido referido como "llorar el final de una relación". El coro, que contiene la letra "Pienso en esa noche en el parque, estaba oscureciendo / Y nos quedamos despiertos por horas / Qué hora, qué hora, qué hora", ha sido descrito por MTV como "poderoso".

## Presentaciones en vivo
El 18 de febrero de 2019, Michaels y Horan interpretaron la canción por primera vez en The Late Late Show with James Corden. El 15 de enero de 2020, Michaels interpretó una versión en solitario de la canción en House of Blues Chicago en el Honda Stage.

## Vídeo musical
El video musical se lanzó el 7 de febrero de 2019 y fue dirigido por Boni Mata. El video presenta a la cantante y a un parecido de Horan en un apartamento lleno de flores donde los dos recuerdan las relaciones pasadas. Se lanzó un video acústico el 28 de marzo de 2019.

## Posicionamiento en listas
| Listas (2019)                    | Mejor posición |
| -------------------------------- | -------------- |
| Canadá (Canadian Hot 100)        | 95             |
| Irlanda (IRMA)                   | 46             |
| Nueva Zelanda Hot Singles (RMNZ) | 23             |

## Certificaciones
| País (organismo certificador) | Certificación | Unidades certificadas |
| ----------------------------- | ------------- | --------------------- |
| Canadá (Music Canada)         | Oro           | 40 000                |

## Historial de lanzamiento
| País      | Fecha               | Formato                | Discográfica | Ref    |
| --------- | ------------------- | ---------------------- | ------------ | ------ |
| Australia | 29 de marzo de 2019 | Contemporary hit radio | Republic     | [ 16 ] |